# Paul Faulstich

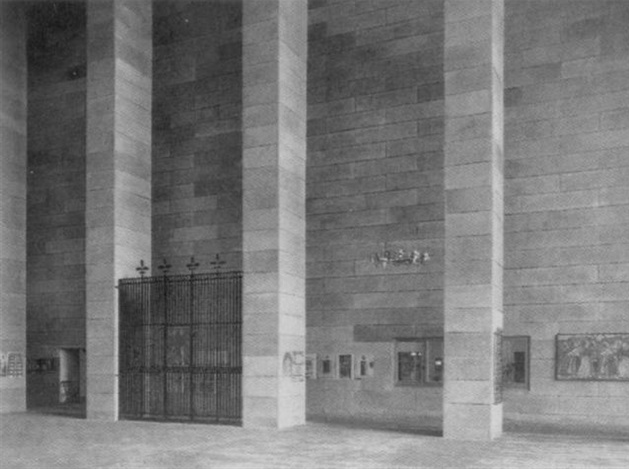
Eingang zu einer Leipziger Messehalle

Paul Faulstich (* 1872 in Mechterstädt; † 1943 in Leipzig) war ein deutscher Fotograf. Er beschäftigte sich mit der Entwicklung der Farbfotografie und entdeckte das Guttakolorverfahren.

## Leben und Werk
Faulstich hatte ein Atelier mit Namen Helionovum am Lindenauer Markt 2 in Leipzig. Er konzentrierte sich vor allem auf Architekturfotografie. Im Stadtgeschichtlichen Museum in Leipzig befinden sich zahlreiche Aufnahmen Faulstichs, ebenso sind in der Fotosammlung des Leipziger Messeamtes Aufnahmen Faulstichs erhalten.
Fotografien Faulstichs wurden unter anderem in dem Buch Leipzig in den Zwanziger Jahren von Mark Lehmstedt verwendet, ebenso bereits 1991 in Leipzig. Fotografien 1867 bis 1929. In Leipzig war im Jahr 2011 die Ausstellung Leipzig. Fotografie seit 1839 zu sehen, in der auch Werke Faulstichs gezeigt wurden.